# Eudonia viettei
Eudonia viettei là một loài bướm đêm trong họ Crambidae.